# Diradius emarginatus
Diradius emarginatus är en insektsart som först beskrevs av Ross 1944.  Diradius emarginatus ingår i släktet Diradius och familjen Teratembiidae. Inga underarter finns listade i Catalogue of Life.